# Томасвил (Алабама)
Томасвил (енгл. Thomasville) град је у америчкој савезној држави Алабама. По попису становништва из 2010. у њему је живело 4.209 становника.

## Демографија
Према попису становништва из 2010. у граду је живело 4.209 становника, што је 440 (9,5%) становника мање него 2000. године.
| Група             | 2000.         | 2010.         |
| Белци             | 2.423 (52,1%) | 1.951 (46,4%) |
| Афроамериканци    | 2.151 (46,3%) | 2.158 (51,3%) |
| Азијати           | 15 (0,3%)     | 30 (0,7%)     |
| Хиспаноамериканци | 42 (0,9%)     | 54 (1,3%)     |
| Укупно            | 4.649         | 4.209         |